# Derick Hall
Derick Hall II (Gulfport, Misisipi; 19 de marzo de 2001) más conocido como Derick Hall, es un jugador profesional estadounidense de fútbol americano, se desempeña en la posición de linebacker en Seattle Seahawks, en la National Football League (NFL).

## Carrera
Hizo su debut profesional con el equipo Seattle Seahawks, lleva jugando una temporada, comenzó en el 2023.